# Kantschu

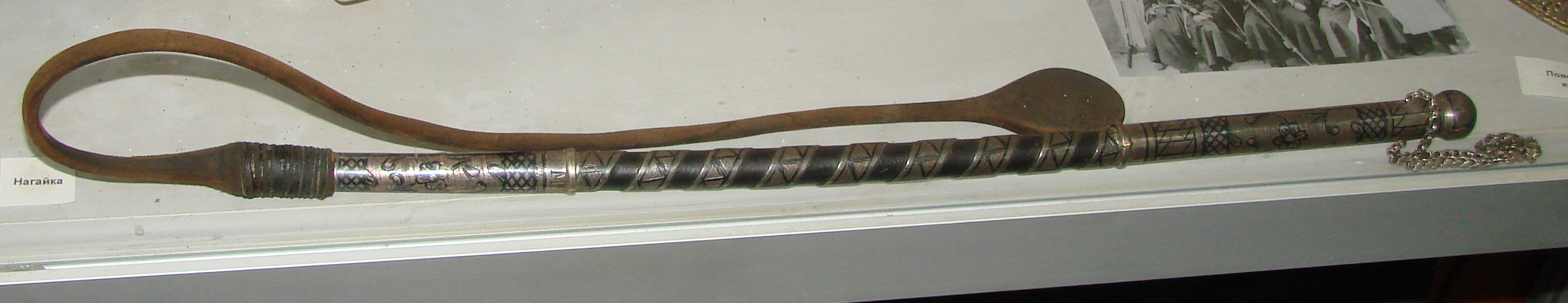
Kantschu mit abgesetztem Stiel

Der Kantschu (auch Kantschuk und volksetymologisch Kantschuh oder Kandschuh, im 18. Jahrhundert in allen vier Formen ins Deutsche entlehnt über polnisch kańczug oder tschechisch kančuch aus türkisch kamçı, im Russischen dagegen нага́йка, Nagaika genannt) ist eine bei orientalischen und slawischen Völkern verbreitete, aus Leder geflochtene Riemenpeitsche, mit einem kurzen Stiel oder auch ohne Stiel nur an einer Schlaufe um das Handgelenk getragen. Im deutschen Sprachraum wurde sie durch Reiseberichte und als Attribut russischer Kosaken und Offiziere bekannt und ihr Name dann auch auf einheimische Züchtigungsinstrumente im Strafvollzug und Erziehungswesen übertragen.
Als scherzhafte Ableitung aus ihrem Namen hat Jean Paul auch das Verb kantschuhen „peitschen, mißhandeln“ gebildet, das jedoch keinen bleibenden Eingang in den deutschen Wortschatz gefunden hat.

## Alternativbezeichnung
Peserik ist eine veraltete Bezeichnung für den Kantschu.